# New York Skyliners 1967
Questa pagina raccoglie i dati riguardanti il New York Skyliners nelle competizioni ufficiali della stagione 1967.

## Stagione
La squadra disputò l'unica edizione del campionato dell'United Soccer Association, lega che poteva fregiarsi del titolo di campionato di Prima Divisione su riconoscimento della FIFA, nel 1967: quell'edizione della Lega fu disputata utilizzando squadre europee e sudamericane in rappresentanza di quelle della USA, che non avevano avuto tempo di riorganizzarsi dopo la scissione che aveva dato vita al campionato concorrente della National Professional Soccer League; la squadra di New York fu rappresentata dagli uruguaiani del Cerro. I Skyliners non superarono le qualificazioni per i play-off, chiudendo la stagione al quinto posto della Eastern Division.

## Organigramma societario
Area direttiva
- Presidente:

Area tecnica
- Allenatore: Ondino Viera
- Assistente: Omar Borrás[1]
- Chiseniologo: Carlos Abate[1]

## Rosa
| N. |                      | Ruolo | Calciatore           |
| -- | -------------------- | ----- | -------------------- |
| 1  | Argentina (bandiera) | P     | Osmar Miguelucci     |
| 2  | Uruguay (bandiera)   | C     | Julio Dalmao         |
| 3  | Uruguay (bandiera)   | D     | Juan Masnik          |
| 4  | Uruguay (bandiera)   | C     | Francisco Cámera     |
| 5  | Uruguay (bandiera)   | A     | Rubén González       |
| 7  | Uruguay (bandiera)   | C     | José Rótulo          |
| 7  | Uruguay (bandiera)   | A     | Luis Fontura         |
| 8  | Brasile (bandiera)   | A     | Bené Canavieira      |
| 9  | Uruguay (bandiera)   | A     | Luis Alberto del Rio |

| N. |                      | Ruolo | Calciatore       |
| -- | -------------------- | ----- | ---------------- |
| 10 | Uruguay (bandiera)   | A     | Oscar Martiarena |
| 11 | Uruguay (bandiera)   | A     | Rúben Bareño     |
| 12 | Uruguay (bandiera)   | P     | Eduardo García   |
| 13 | Uruguay (bandiera)   | D     | Hugo Cabral      |
| 14 | Uruguay (bandiera)   | C     | Edil Manrique    |
| 15 | Uruguay (bandiera)   | A     | Sergio Silva     |
| 16 | Uruguay (bandiera)   | A     | Juan Pintos      |
| 17 | Argentina (bandiera) | A     | Luis Suárez      |